# Vlag van San Juan
De vlag van San Juan werd gecreëerd op 17 december 2018 bij besluit van gouverneur Sergio Uñac.
De vlag die werd gedragen door de colonne van het Leger van de Andes in het Andesgebergte werd als voorbeeld genomen: de IVe Divisie onder commando van Luitenant-kolonel Juan Manuel Cabot, opperbevelhebber.
Volgens de wet heeft de vlag een afmeting van 1,70 meter bij 1 meter, wat de afmeting is van de ceremoniële vlaggen. De basis bestaat uit de lichtblauwe en witte banen van de vlag van Argentinië, de lichtblauwe banen zijn 0,25 meter lang en de witte baan in het midden is 0,40 meter lang.
De voorkant van de vlag van San Juan toont in het centrale deel het wapen van die provincie dat de kenmerken moet hebben die in 1962 zijn goedgekeurd. Dit wapen wordt omringd door de zin "En Unión y Libertad". De Incazon van het wapen heeft 64 stralen van verschillende lengte. De achterkant van de vlag is beschilderd of geborduurd met een stralende lichtgele zon met 32 stralen. De grootte kan niet groter zijn dan die van het wapen aan de andere kant. Dit verschil tussen de voor- en achterkant maakt de vlag van San Juan een van de weinige vlaggen ter wereld met dit kenmerk.

## Vorige vlag
De vorige vlag bestaat uit drie horizontale banen in de kleurencombinatie lichtblauw-wit-lichtblauw (gelijk de Argentijnse vlag). De voorkant toont in het midden het provinciale wapen boven het motto van San Juan (En Union y Libertad, "In Eenheid en Vrijheid"). De achterzijde toont een zon met 32 stralen.
| Vexillologisch symbool voor een tweezijdige vlag, waarvan de zijden ongelijk zijn | Vexillologisch symbool voor de keerzijde van een tweezijdige vlag |

De vorige vlag is in gebruik tussen 11 december 1997 en 17 december 2018 en is geïnspireerd door de vlag van het Andesleger tijdens de Argentijnse onafhankelijkheidsstrijd. De basis van de vlag bestaat zoals vermeld uit de kleuren van de Argentijnse vlag, maar de banen zijn niet even hoog (zoals in de nationale vlag): de middelste baan verhoudt zich tot elk van de blauwe banen als 8:5.